# О’Бриэн, Дара
Да́ра О Бри́эн (ирл. Dara Ó Briain; род. 4 февраля 1972, Брей, Уиклоу, Ирландия) — ирландский комик и телеведущий, работавший в таких шоу, как The Panel и Mock the Week.
О Бриэн вёл и снимался во многих успешных британских телешоу: The Panel и Mock the Week, Don’t Feed the Gondolas, Have I Got News for You, QI и The Apprentice: You’re Fired!. Газета Irish Independent охарактеризовала его как «преемника Терри Вогана» и «самого любимого ирландца Великобритании». Журналист The Evening Standard Брюс Дессо писал, что «Если вы не смеётесь над шутками О Бриэна, проверьте свой пульс — скорее всего, вы мертвы».
С января 2006 года О Бриэн начал сниматься в сериале «Трое в лодке» (англ. Three Men in a Boat) канала «Би-би-си» вместе с актёрами Рори Маккрэтом и Гриффом Рис Джонсом. Сериал вышел на телевидение под конец 2006 года и, начиная с 2008, практически каждый год собирал аудиторию в 3 миллиона зрителей.
В 2007 году он занял 42-е место на конкурсе Channel 4 «100 Величайших комедиантов» и 16-е место на том же конкурсе в 2010 году.

## Биография
О Бриэн родился в 1972 году в Брее, графство Уиклоу, получил среднее образование в Coláiste Eoin (традиционная католико-ирландская школа) в южном районе Дублина. Рос в приёмной семье. В дальнейшем он поступил в Дублинский университетский колледж (U.C.D.), где он изучал математику и теоретическую физику. В 2008 году он заметил: «Я никогда специально этого не планировал, но временами это проскальзывало. Я мог неожиданно выйти на сцену с классной доской и сказать: „С этой минуты вы все должны быть во внимании“». О Бриэн неплохо владеет ирландским и разговаривает со своим отцом только на нём.

## Личная жизнь
Жена О Бриэна Сьюзен по профессии хирург, поженились они в 2006 году, в 2008 году у них родилась дочь.
Узнал, что он приёмный, в 2020 году. Как сам рассказывает в своих выступлениях, ему об этом говорили и раньше, и никто этого не скрывал, просто он невнимательно слушал. Смог разыскать свою родную мать и познакомиться с единоутробными братьями и сёстрами.

## Стэндап шоу на DVD
| Название                     | Выпущен        | Примечания                                             |
| ---------------------------- | -------------- | ------------------------------------------------------ |
| Live at The Theatre Royal    | 13 ноября 2006 | Выступление в Лондонском Королевском театре Друри-Лейн |
| Talks Funny — Live in London | 17 ноября 2008 | Выступление в Лондонском Хаммерсмит Аполло             |
| This Is the Show             | 22 ноября 2010 | Выступление в Лондонском Хаммерсмит Аполло             |
| Craic Dealer                 | 12 ноября 2012 | Edinburgh Playhouse, Эдинбург                          |
| Crowd Tickler                | 23 ноября 2015 | Выступление в Лондонском Хаммерсмит Аполло             |
| Voice of Reason              | 2020           | Один час из 2-х часовых выступлений по всему миру      |

## Сайты
- О’Бриэн, Дара в X
- Dara Ó Briain on OffTheKerb.co.uk
- Dara Ó Briain (англ.) на сайте Internet Movie Database
- Официальная страница О’Бриэн, Дара (англ.) на сайте Myspace
- Dara Ó Briain on Chortle Архивная копия от 31 августа 2010 на Wayback Machine